# Мосты (Самарская область)
Мосты — село в Пестравском районе Самарской области. Административный центр сельского поселения Мосты.

## География
Находится на правом берегу реки Большой Иргиз на расстоянии примерно 12 километров по прямой на юго-запад от районного центра села Пестравка.

## История
Село образовалось в первой половине XVIII века как поселение старообрядцев Овсяной Гай. Чуть позже, через Овсяной Гай проложили два торговых тракта, из Сызрани в Уральск и из Вольска в Оренбург, построив два больших моста, через реки Б.Иргиз и Теплая (Тепловка). После этого село и переименовали в Мосты. К 1859 году в Мостах проживали 1950 жителей .

## Население
Постоянное население составляло 939 человек (русские 94%) в 2002 году, 955 в 2010 году.